# 血红链担耳
血红链担耳（学名：Sirobasidium sanguineum）是属于银耳目链担耳科链担耳属的一种真菌，群生或丛生于阔叶林中的阔叶树朽枝上。该种分布于中国、厄瓜多尔、巴西、美国、澳大利亚等地。